# Сарьян, Татевос Хачатурович
Татевос (Фаддей) Хачатурович Сарьян (настоящие имя и фамилия — Татевос Хачатурович Тер-Григорян) (арм. Թադևոս Սարյան; 28 апреля (11 мая) 1903, — 23 сентября 1974, Ереван, Армянская ССР) — армянский советский актёр, театральный деятель, режиссёр. Народный артист Армянской ССР (1954).

## Биография
Сын священника. Рано осиротел.
В 1923—1925 и 1926—1928 годах обучался драматическому искусству в Московских армянских студиях, в 1923—1928 годах — в Государственной экспериментальной театральной мастерской В. Мейерхольда. Один из организаторов и художественных руководителей Ленинаканского театра (ныне Гюмрийский драматический театр им. Вардана Аджемяна, 1928—1930), в 1932—1937 годах — главный режиссёр Бакинского армянского театра.
Один из основателей Армянского театра музыкальной комедии (1942, Ереван), где в 1942—1954 годах работал главным режиссёром. С 1955 года — актёр театра им. Сундукяна.
Выступал под псевдонимами — Татик Сарьян, Татевос. Считается одним из крупнейших актёров Армении, игра которого была исполнена ярким юмором, острой характерностью.
Актёр киностудии «Арменфильм».

## Избранные театральные постановки
- «Человек с портфелем» Файко (1928, Ленинакан)
- «Поэма о топоре» Н. Погодина (1931)
- «Страх» (1932)
- «Без вины виноватые» А. Н. Островского (1939)
- «Леблебиджи…» Чухаджяна (1942)
- «Кум Моргана» Ширванзаде (1948)

## Избранная фильмография
- 1964 — Мсье Жак и другие (новелла «Мнимый доносчик») — Маркос-эфенди
- 1962 — Хозяин и слуга (короткометражный) — богач Матос
- 1959 — Трезвое вино — доктор (нет в титрах)
- 1956 — Тропою грома — Вилли Джон
- 1955 — В поисках адресата — Тамада
- 1954 — Смотрины (короткометражный) — Сагатэл
- 1950 — Второй караван (не был завершен)
- 1949 — Девушка Араратской долины
- 1943 — Давид-бек — Мелик Варсадан (нет в титрах)
- 1939 — Люди нашего колхоза — Хечян
- 1939 — Горный поток — Сиракян
- 1928 — Шестнадцатый — офицер контрразведки

## Память

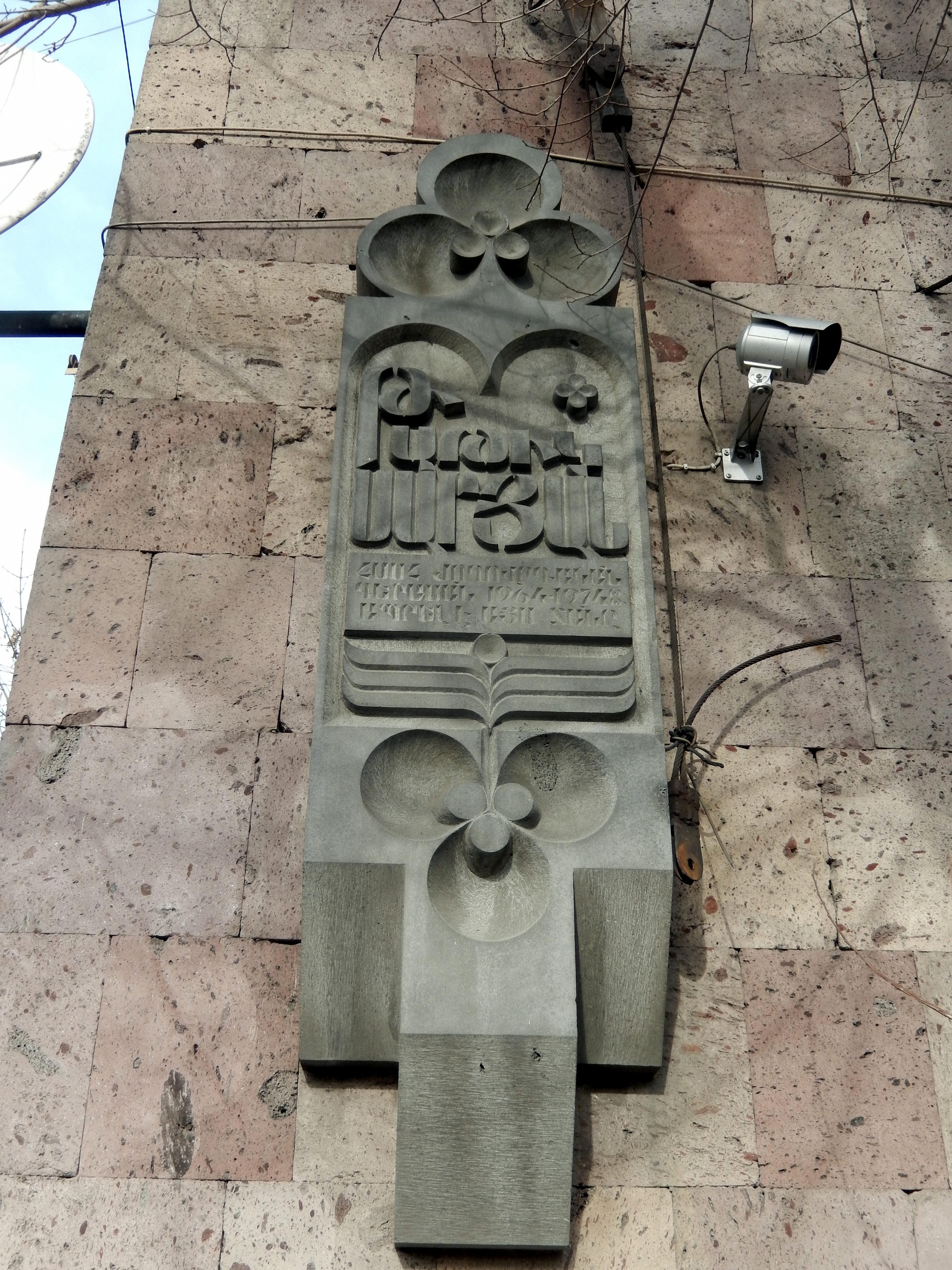
Мемориальная доска Ф. Сарьяну

д. 50 ул. Налбандяна (мемориальная доска)